# مجموعة الذيل

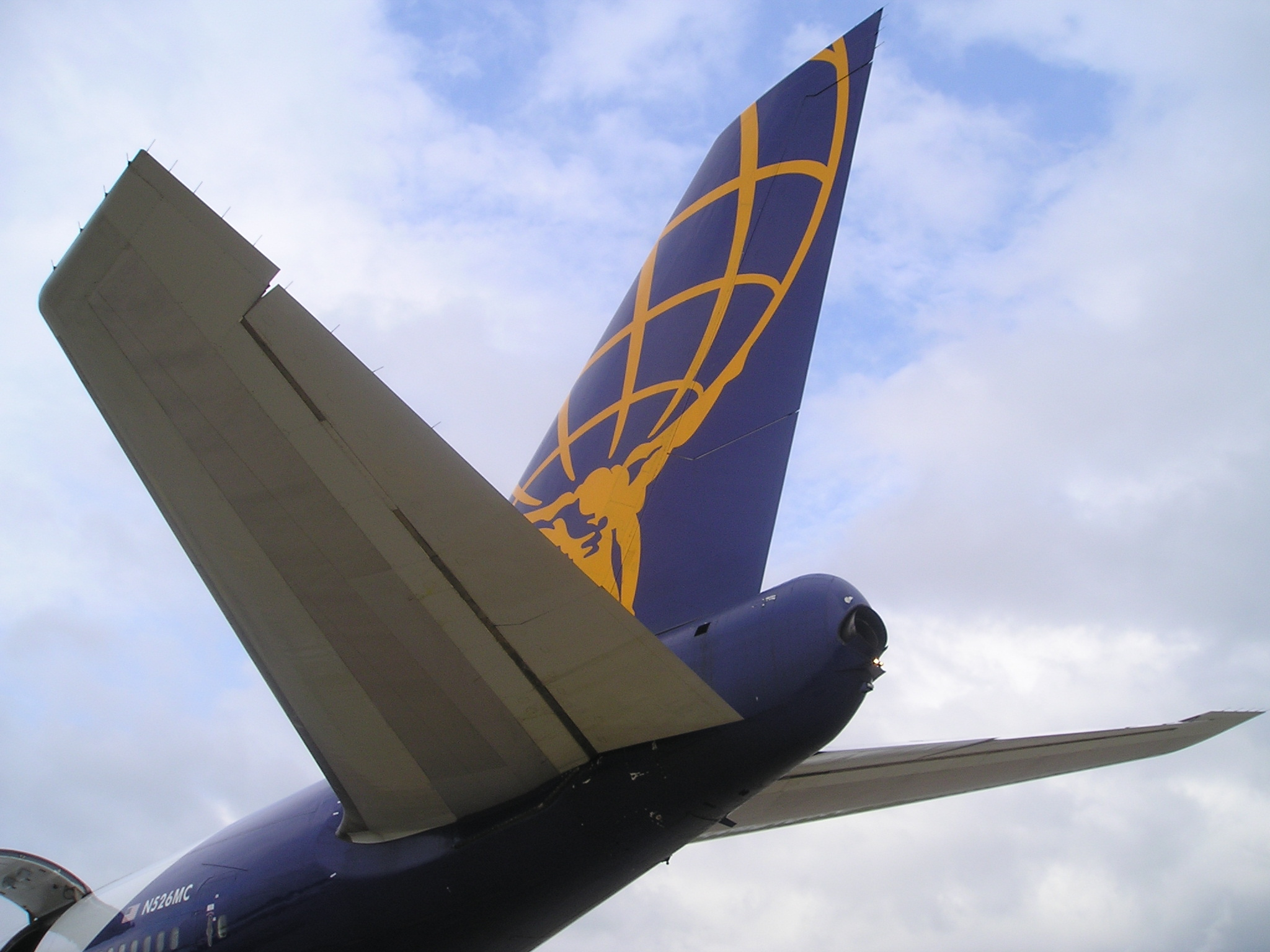

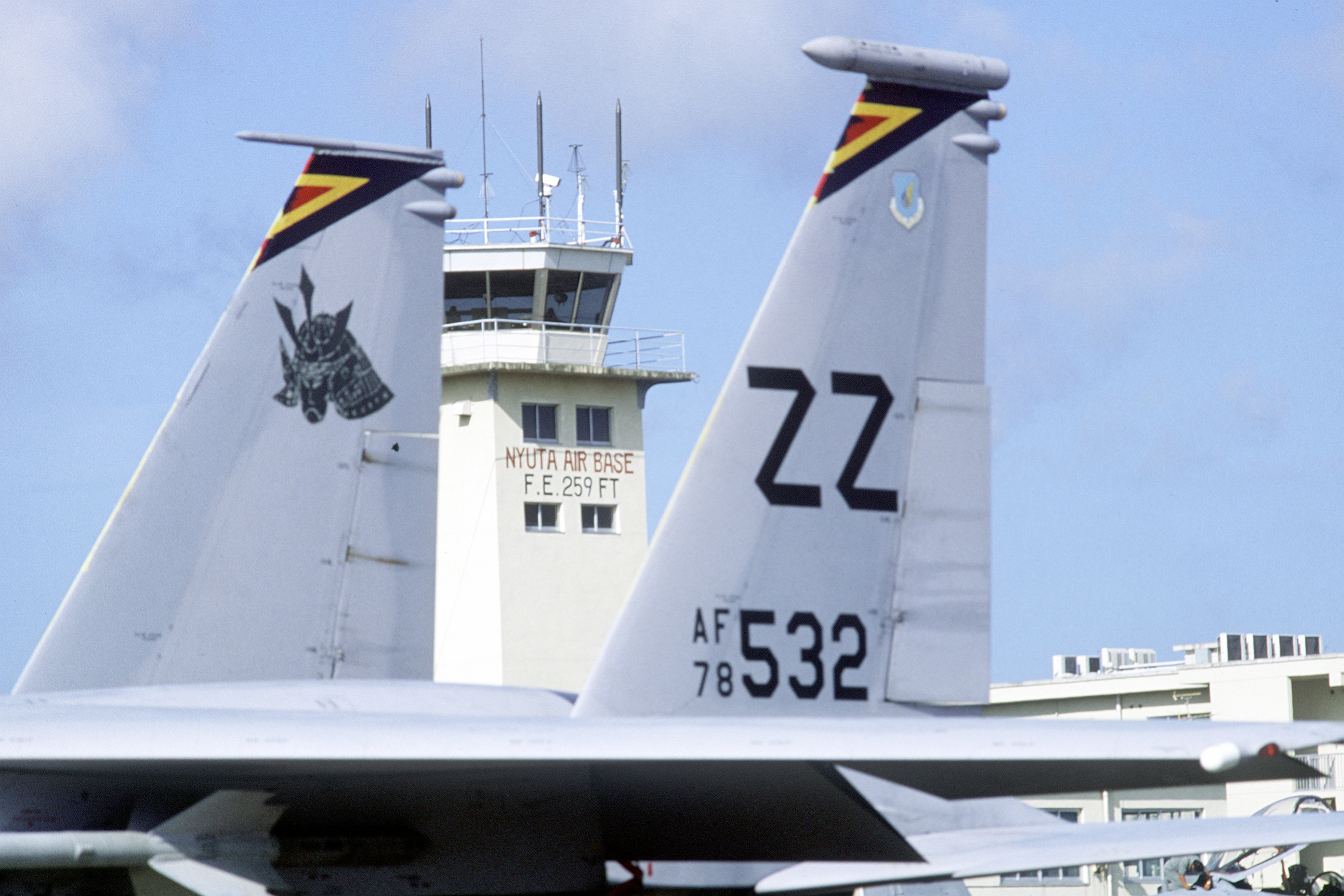
ذيل بزعنفتين للتوجيه يمينا أو يسارا في طائرة McDonnell Douglas F-15.

مجموعة الذيل أو ذيل الطائرة (بالإنجليزية: Empennage)‏ ذيل الطائرة هو نظام يتكون من الزعنفة الرأسية وجناحين صغيرين في مؤخرة الطائرة.

ويسمى أحيانا نظام الذيل tail assembly ، وهو يعمل على توازن الطائرة في الجو ويضبط حركتها في الهواء في الصعود والهبوط والانحراف إلى اليمين أو إلى اليسار.

## تصميم الذيل
توجدعدة أنظمة لتوزيع الزعنفة وجناحي المؤخرة.

### الجناحان الصغيران
تثبت الجناحان الصغيران في مؤخرة الطائرة في العادة أفقيا، ويعملان على توازن الطائرة في الجو ويمكن بواسطتهما تصعيد الطائرة أو خفضها.
أمثلة على وضع جناحي المؤخرة:
| وسط الجسم | شكل صليبي | شكل حرف t | كيفية الصعود والهبوط |

### الزعنفة
تشتمل الزعنفة على الموازن الرأسي والدفة التي تقود الطائرة إلى اليمين أو اليسار. ويوجد لتصميم الزعنفة عدة تصميمات منها الزعنفة المفردة أو متعددة الزعانف:
| Tailplane mounted | Twin tailboom | Wing mounted |

ويندر تصميم الذيل ذو الثلاثة زعانف أو ذو الزعنفة التحتية.
| Triple fins | Ventral fin |

## تصميمات أخرى للذيل
ابتكرت تصميمات لذيل الطائرة تختلف عن التصميمات المعهودة الموصوفة أعلاه، منها الذيل على شكل V ، وتصميم ذيل البجعة الذي يشبه شكل V والذي صمم من قبل للطائرة بوينغ إكس-32 ثم لم يحظ بالتنفيذ.
| شكل حرف v | Pelikan tail |

## اقرأ أيضا
- طائرة
- محرك نفاث